# Demografía de Surinam

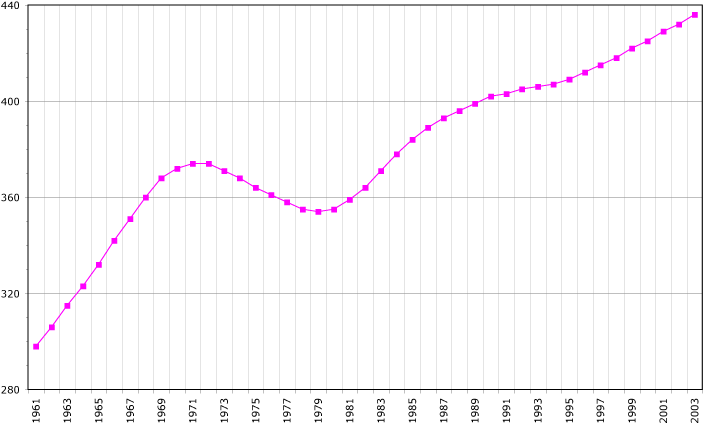
Demografía de Surinam, año 2005; Número de habitantes en miles.

La mayoría de los surinameses viven en el estrecho llano costero del norte. Cada grupo étnico conserva su propia cultura y muchas instituciones, incluyendo partidos políticos, tienden a seguir líneas étnicas. Las relaciones informales varían: las clases altas de todos los grupos étnicos se mezclan libremente; fuera de la élite, las relaciones sociales tienden a permanecer dentro de agrupaciones étnicas. Todos los grupos pueden ser encontrados en escuelas y lugares de trabajo.

## Estadísticas
Población: 610.000 (julio de 2010, est.)
Estructura de edad:
0-14 años: 32% (hombres 70.871; mujeres 67.466)
15-64 años: 62% (varón 137.209; mujeres 131.905)
65 años y más: 6% (varón 10.907; mujeres 12.945) (2000, est.)
Tasa de crecimiento de la población: 0,65% (2000, est.)
Tasa de natalidad: 21,08 nacimientos/1.000 habitantes (2000 est.)
Tasa de mortalidad: 5,69 muertes/1.000 habitantes (2000, est.)
Tasa de inmigración: -8.92 inmigrantes/1.000 habitantes (2000, est.)
Tasa de masculinidad:
al nacer: 1,05 hombre(s)/mujer
menos de 15 años: 1,05 hombre(s)/mujer
15-64 años: 1,04 hombre(s)/mujer
65 años y más: 0,84 hombre(s)/mujer
total de la población: 1,03 hombre(s)/mujer (2000, est.)
Tasa de mortalidad infantil: 25,06 muertes/1.000 nacidos vivos (2000, est.)
Esperanza de vida al nacimiento:
total de la población: 71,36 años
hombres: 68,71 años
mujeres: 74,14 años (2000, est.)
Tasa de fertilidad: 2,5 nacimientos/mujer (2000, est.)

## Grupos étnicos
| Ethnic group       | Censo 1921              | Censo 1921              | Censo 1950 | Censo 1950 | Censo 1964 | Censo 1964 | Censo 1972 | Censo 1972 | Census 1980 | Census 1980 | Censo 2004 | Censo 2004 | Censo 2012 | Censo 2012 |
| Ethnic group       | Número                  | %                       | Número     | %          | Número     | %          | Número     | %          | Número      | %           | Número     | %          | Número     | %          |
| ------------------ | ----------------------- | ----------------------- | ---------- | ---------- | ---------- | ---------- | ---------- | ---------- | ----------- | ----------- | ---------- | ---------- | ---------- | ---------- |
| Indios             |                         |                         | 62,280     | 31.3       | 112,633    | 34.7       | 142,917    | 37.6       |             |             | 135,117    | 27.4       | 148,443    | 27.4       |
| Tenía Maroon       |                         |                         | 19,180     | 9.7        | 27,698     | 8.5        | 35,838     | 9.4        |             |             | 72,553     | 14.7       | 117,567    | 21.7       |
| Creole             |                         |                         | 71,657     | 36.1       | 114,961    | 35.5       | 119,009    | 31.4       |             |             | 87,202     | 17.7       | 84,933     | 15.7       |
| Javaneses          |                         |                         | 35,270     | 17.8       | 48,463     | 14.9       | 57,688     | 15.2       |             |             | 71,879     | 14.6       | 73,975     | 13.7       |
| Mixto              |                         |                         | 0          | 0.0        | 0          | 0.0        | 0          | 0.0        |             |             | 61,524     | 12.5       | 72,340     | 13.4       |
| Indígena amerindio |                         |                         | -          | -          | 7,287      | 2.2        | -          | -          |             |             | 18,037     | 3.7        | 20,344     | 3.8        |
| Asiática           |                         |                         | -          | -          | 5,339      | 1.6        | -          | -          |             |             | 8,775      | 1.8        | 7,885      | 1.5        |
| Otro               |                         |                         | 10,095     | 5.1        | 2,986      | 0.9        | 24,155     | 6.4        |             |             | 2,264      | 0.5        | 7,166      | 1.1        |
| desconocido        |                         |                         | 186        | 0.1        | 522        | 0.2        | 0          | 0.0        |             |             | 1,261      | 0.3        | 1,805      | 0.3        |
| sin Respuesta      |                         |                         |            |            |            |            |            |            |             |             | 31,318     | 6.4        | 1,590      | 0.3        |
| blancos            |                         |                         | -          | -          | 4,322      | 1.3        | -          | -          |             |             | 2,899      | 0.6        | 1,667      | 0.3        |
| Total              | 107,723[cita requerida] | 107,723[cita requerida] | 198,668    | 198,668    | 324,211    | 324,211    | 379,607    | 379,607    | 355,240     | 355,240     | 492,829    | 492,829    | 541,638    | 541,638    |

## Religiones
- Protestantismo, 26.8%
- Hinduismo, 22.3%
- Catolicismo, 21.7%
- Islamismo 13.8%
- Ateísmo 10.7%
- Otro 4.7%

## Idiomas
- Neerlandés (oficial)
- Inglés
- Sranan tongo
- Indostánico
- Javanés
- Portugués